# ساکودا توشی‌ناری
ساکودا توشی‌ناری (به ژاپنی: 迫田 利済 さこた としなり)، تنمی ۶ (۱۷۸۶) - آنسی ۲ (۲۱ سپتامبر ۱۸۵۵) بوگیو کارگزار قلمرو ساتسوما در اواخر دوره ادو بود. او معمولاً با نام تاجیمون شناخته می‌شد. او سایگو تاکاموری جوان را به عنوان دستیار کاتب شهرستان استخدام کرد. تاکاموری در سال ۱۸۴۴ (اولین سال دوران کوکا)، در سن ۱۷ سالگی، به عنوان دستیار منشی شهرستان استخدام شد، سمتی که به ساکودا توشی‌ناری مسئول مدیریت املاک و جمع‌آوری مالیات و غیره) کمک می‌کرد. این یعنی «مدیریت زمین‌های تحت سلطه و جمع‌آوری مالیات» سیاست کشاورزی است، بنابراین طبیعتاً او با دهقانانی که مالیات می‌پرداختند، روابط دوستانه‌ای خواهد داشت.
در این مرحله، تاکاموری، که یک سامورایی رده پایین بود، نگاهی اجمالی به واقعیت‌های تلخ دهقانانی که حتی از خودش هم پایین‌تر بودند، یعنی پست‌ترینِ فرودستان، انداخت و از ساکودا درخواست کرد: «آیا نمی‌توانیم به نحوی مالیات‌ها را کاهش دهیم؟» ساکودا، که مردی جدی و سرسخت بود، همین احساس را داشت و از فرمانداری درخواست کمک کرد، اما درخواست او شنیده نشد. ساکودا که خشمگین شده بود، از سمت خود استعفا داد.
هنگام استعفا، از سیاست کشاورزی حوزه ساتسوما انتقاد کرد و شعری نوشت: «ای حشره، ریشه‌های علف را قطع نکن. اگر این کار را بکنی، با هم پژمرده می‌شوید و می‌می‌رید.»
مقبره او در معبد سوتو ذن ماتسوبارا-سان نانرین-جی (که اکنون معبد رینزای ذن شوکوکو-جی است) در نانرین-جی-چو، شهر کاگوشیما، استان کاگوشیما قرار دارد و نام پس از مرگ او فوماتسودو سیزان ریوشین کوجی است.